# Ludowa Partia Postępu (Vanuatu)
Ludowa Partia Postępu (eng: People's Progress Party fr: Parti progressiste populaire) – vanuacka partia polityczna. W wyborach parlamentarnych z 2004 roku zdobyła 3 z 52 miejsc w parlamencie.
W wyborach w 2016 roku wprowadziła 1 osobę do parlamentu, ale utworzyła koalicję rządzącą razem z 11 innymi partiami.